# Ceropegia armandii
Ceropegia armandii är en oleanderväxtart som beskrevs av Werner Rauh. Ceropegia armandii ingår i släktet Ceropegia och familjen oleanderväxter. Inga underarter finns listade i Catalogue of Life.